# Chief of the General Staff (Vereinigtes Königreich)

Flagge des Chief of the General Staff

Der Chief of the General Staff (von 1908 bis 1964 Chief of the Imperial General Staff, CIGS, deutsch Chef des Imperialen Generalstabes, Chef des Reichsgeneralstabes) ist der Chef des Generalstabes der britischen Landstreitkräfte. Es entstand 1904, als Lord Roberts aufgrund der Neuordnung der Heeresverwaltung das Amt als Oberbefehlshabers der britischen Armee niederlegte, welches nun nicht mehr besetzt wurde. Die Funktion des ranghöchsten Soldaten der britischen Armee wird seitdem durch den Generalstabschef übernommen, der dem Chief of the Defence Staff untersteht.

## Liste
Chefs des Generalstabes
- 1904–1908 Neville Lyttelton

Chefs des Imperialen Generalstabes
- 1908–1912 William Nicholson
- 1912–1914 John French
- 1914–1914 Charles Douglas
- 1914–1915 James Murray
- 1915–1915 Archibald Murray
- 1915–1918 William Robertson
- 1918–1922 Henry Hughes Wilson
- 1922–1926 Frederick Lambart
- 1926–1933 George Milne
- 1933–1936 Archibald Montgomery-Massingberd
- 1936–1937 Cyril Deverell
- 1937–1939 John Vereker, 6. Viscount Gort
- 1939–1940 Edmund Ironside
- 1940–1941 John Dill
- 1941–1946 Alan Brooke
- 1946–1948 Bernard Montgomery
- 1948–1952 William Slim
- 1952–1955 John Harding
- 1955–1958 Gerald Templer
- 1958–1961 Francis Festing
- 1961–1964 Richard Hull

Chefs des Generalstabes
- 1964–1965 Richard Hull
- 1965–1968 James Cassels
- 1968–1971 Geoffrey Harding Baker
- 1971–1973 Michael Carver
- 1973–1976 Peter Mervyn Hunt
- 1976–1979 Roland Gibbs
- 1979–1982 Edwin Bramall
- 1982–1985 John Wilfred Stanier
- 1985–1988 Nigel Bagnall
- 1988–1992 John Chapple
- 1992–1994 Peter Inge
- 1994–1997 Charles Guthrie
- 1997–2000 Roger Wheeler
- 2000–2003 Michael Walker
- 2003–2006 Mike Jackson
- 2006–2009 Richard Dannatt
- 2009–2010 David J. Richards
- 2010–2014 Peter Wall
- 2014–2018 Nick Carter
- 2018–2022 Mark Carleton-Smith
- 2022–2024 Patrick Sanders
- seit 2024 Roland Walker